# Эрбана (Иллинойс)
Эрба́на (англ. Urbana) — город в США.

## Общие сведения
Город Эрбана находится в самом центре округа Шампейн в американском штате Иллинойс; является также административным центром округа. Площадь города составляет 27,2 км². Численность населения — 39 484 человека (на 2007 год). Плотность населения составляет 1 340 чел./км². Мэр города — Лорел Прассинг (ДП). На выборах горожане отдают свои голоса с большим перевесом за Демократическую партию.
В городе Эрбана (а также в соседнем городе Шампейн) расположен Иллинойсский университет в Урбане-Шампейне.
Также в городе расположен знаменитый Дом American Football.